# ۶۳۱ (قمری)
۶۳۱ (قمری)، ششصد و سی و یکمین سال در گاهشماری هجری قمری است. اول محرم این سال برابر با هفتم اکتبر سال ۱۲۳۳ میلادی است.